# Leichtathletik-Europameisterschaften 1950/5000 m der Männer

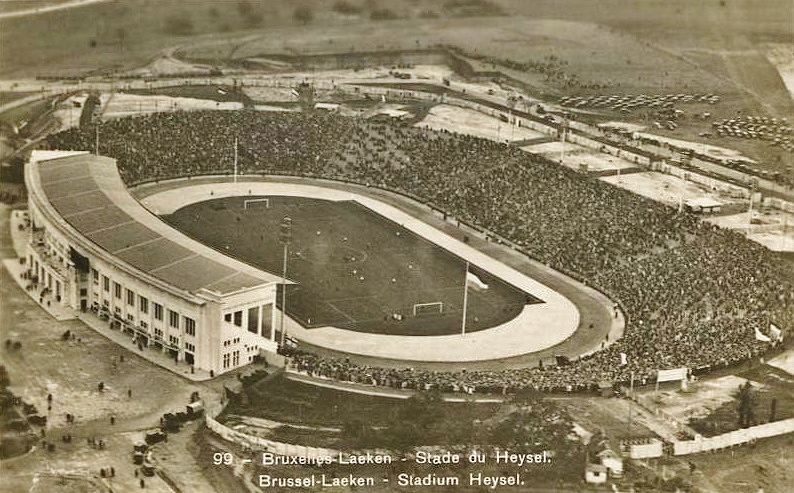
Das Brüsseler Heysel-Stadion in einer Luftaufnahme von 1935

Der 5000-Meter-Lauf der Männer bei den Leichtathletik-Europameisterschaften 1950 wurde am 24. und 26. August 1950 im Heysel-Stadion der belgischen Hauptstadt Brüssel ausgetragen.
Europameister wurde der Tschechoslowake Emil Zátopek. Er gewann vor dem Franzosen Alain Mimoun. Bronze gewann der Belgier Gaston Reiff.

## Rekorde

### Bestehende Rekorde
| Weltrekord           | 13:58,2 min | Gunder Hägg      | Göteborg, Schweden | 20. September 1942 |
| Europarekord         | 13:58,2 min | Gunder Hägg      | Göteborg, Schweden | 20. September 1942 |
| Meisterschaftsrekord | 14:08,6 min | Sydney Wooderson | EM Oslo, Norwegen  | 23. August 1946    |

### Rekordverbesserungen
Der bestehende EM-Rekord wurde verbessert und außerdem gab es drei neue Landesrekorde.
- Meisterschaftsrekord:
  - 14:03,0 min – Emil Zátopek (Tschechoslowakei), Finale am 26. August
- Landesrekorde:
  - 15:08,4 min – Vasilios Mavrapostolos (Griechenland), erster Vorlauf am 24. August
  - 15:08,4 min – Kurt Rötzer (Österreich), erster Vorlauf am 24. August
  - 14:03,0 min – Emil Zátopek (Tschechoslowakei), Finale am 26. August

## Vorrunde
24. August 1950, 18.45 Uhr
Die Vorrunde wurde in zwei Läufen durchgeführt. Die ersten sechs Athleten pro Lauf – hellblau unterlegt – qualifizierten sich für das Finale.
Kaum nachvollziehbar ist, warum hier überhaupt Vorläufe angesetzt wurden. Es wäre problemlos möglich gewesen, die sechzehn Teilnehmer gemeinsam auf die Strecke zu schicken. Wie schon in vielen anderen Laufdisziplinen ist darüber hinaus auch die Unausgewogenheit der Vorlaufeinteilungen zu verzeichnen. Ein erster Vorlauf wurde durchgeführt mit neun Läufern, von denen drei nicht das Finale erreichten. Im zweiten Vorlauf traten nur sieben Athleten gegeneinander an, von denen ein einziger ausschied.

### Vorlauf 1
| Platz | Name                   | Nation           | Zeit (min) |
| ----- | ---------------------- | ---------------- | ---------- |
| 1     | Emil Zátopek           | Tschechoslowakei | 14:56,0000 |
| 2     | Väinö Mäkelä           | Finnland         | 14:56,2000 |
| 3     | Lucien Theys           | Belgien          | 15:03,0000 |
| 4     | Jacques Vernier        | Frankreich       | 15:03,6000 |
| 5     | Stevan Pavlović        | Jugoslawien      | 15:06,2000 |
| 6     | Bertil Karlsson        | Schweden         | 15:07,2000 |
| 7     | Vasilios Mavrapostolos | Griechenland     | 15:08,4 NR |
| 8     | Kurt Rötzer            | Österreich       | 15:08,4 NR |
| 9     | Aage Poulsen           | Dänemark         | NT000      |

### Vorlauf 2
| Platz | Name               | Nation         | Zeit (min) |
| ----- | ------------------ | -------------- | ---------- |
| 1     | Hannu Posti        | Finnland       | 14:47,2    |
| 2     | Alec Olney         | Großbritannien | 14:55,6    |
| 3     | Božidar Đurašković | Jugoslawien    | 15:00,6    |
| 4     | Bertil Albertsson  | Schweden       | 15:09,0    |
| 5     | Gaston Reiff       | Belgien        | 15:10,0    |
| 6     | Alain Mimoun       | Frankreich     | 15:11,0    |
| 7     | August Sutter      | Schweiz        | 15:13,0    |

## Finale

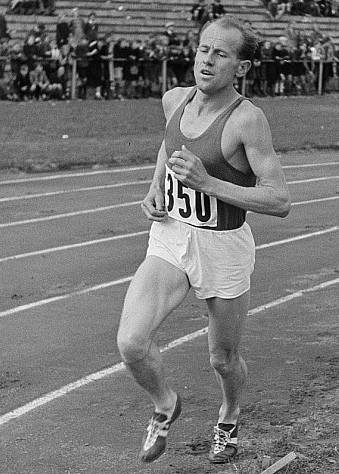
Emil Zátopek – nach seinem Sieg über 10.000 Meter gewann er seinen zweiten EM-Titel

26. August 1950
| Platz | Name               | Nation           | Zeit (min)    |
| ----- | ------------------ | ---------------- | ------------- |
| 1     | Emil Zátopek       | Tschechoslowakei | 14:03,0 CR/NR |
| 2     | Alain Mimoun       | Frankreich       | 14:26,0       |
| 3     | Gaston Reiff       | Belgien          | 14:26,2       |
| 4     | Väinö Mäkelä       | Finnland         | 14:30,8       |
| 5     | Hannu Posti        | Finnland         | 14:40,8       |
| 6     | Lucien Theys       | Belgien          | 14:42,4       |
| 7     | Stevan Pavlović    | Jugoslawien      | 14:50,2       |
| 8     | Alec Olney         | Großbritannien   | 14:51,8       |
| 9     | Božidar Đurašković | Jugoslawien      | 14:52,4       |
| 10    | Bertil Albertsson  | Schweden         | 15:02,2       |
| 11    | Bertil Karlsson    | Schweden         | 15:09,4       |
| DNF   | Jacques Vernier    | Frankreich       |               |

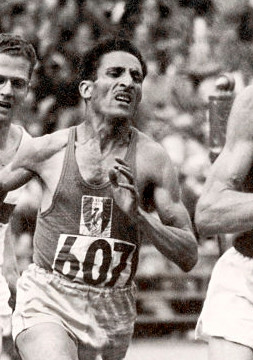
Alain Mimoun wurde wie über 10.000 Meter Vizeeuropameister
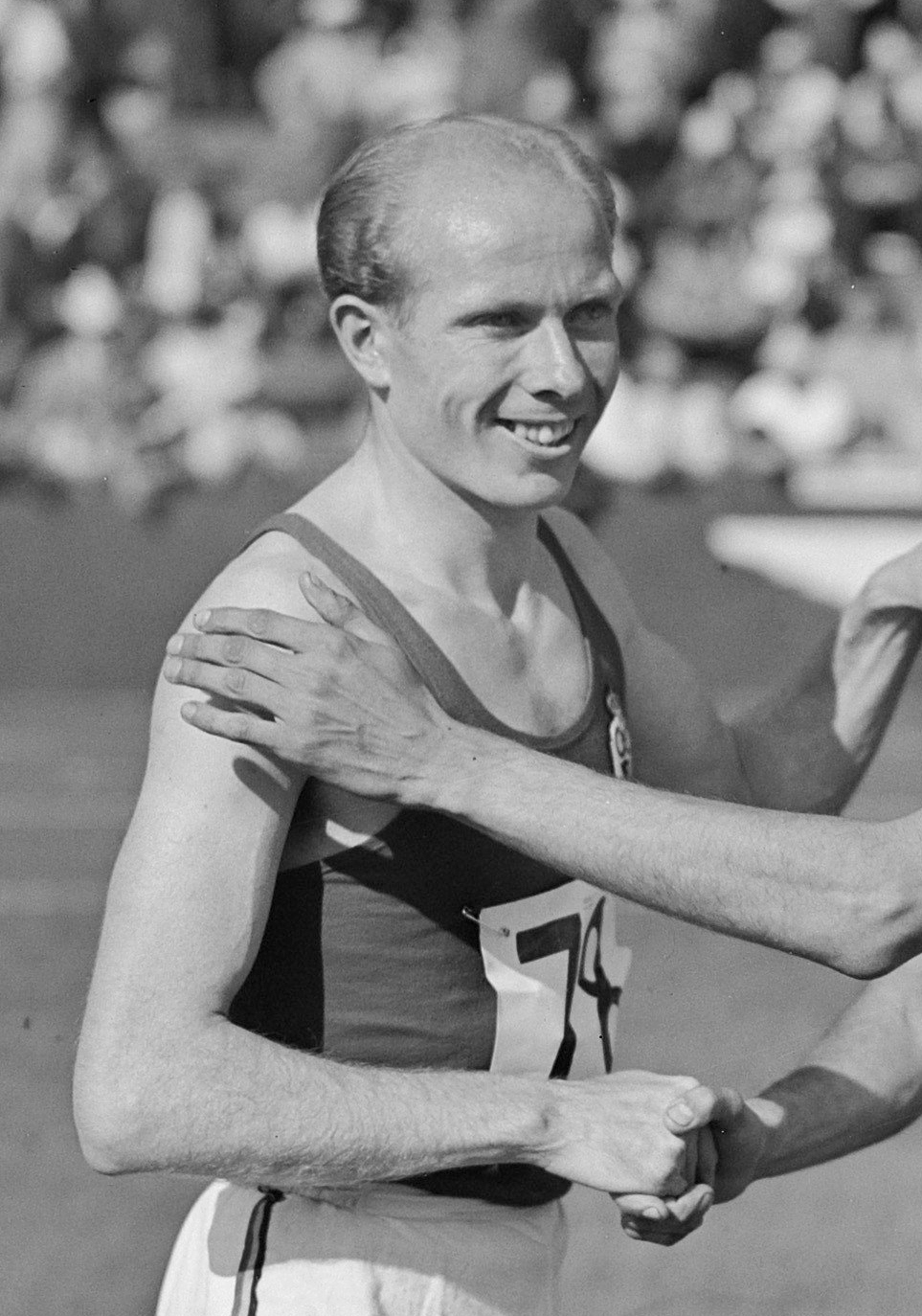
Der Olympiasieger von 1948 Gaston Reiff gewann die Bronzemedaille
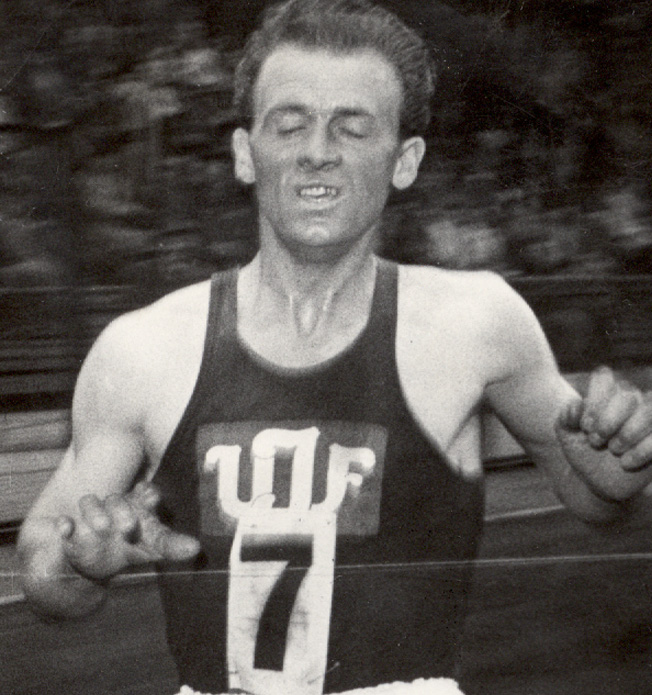
Bertil Albertsson belegte Rang zehn
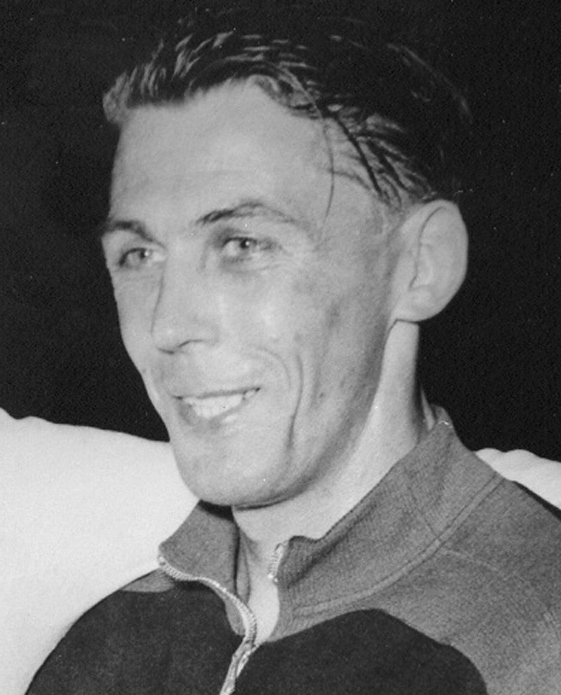
Platz elf für Bertil Karlsson